# Matías Díez Quijano
Matías Díez de Quijano (Renedo del Monte, siglo XIX). Físico español. Doctor en Ciencias Físicas por la Universidad Central de Madrid, con la tesis Estudio de la fotografía bajo el punto de vista químico (1873), una destacada aportación en la historia de la fotografía en España.
Fue pensionado en el Seminario Conciliar de León en 1857.
Entre 1866 y 1873, Díez Quijano fue alumno de la Facultad de Ciencias de la Universidad Central. Simultaneaba los estudios de Físicas con otros estudios. En 1868, Díez Quijano estaba matriculado, también, en la Facultad de Filosofía y Letras de la misma universidad y figuraba como preceptor de Latinidad, y entre 1868 y 1872, era alumno de Derecho.
Fue profesor en el Colegio San Fulgencio y director del Colegio de San Isidoro, el segundo de ellos en Madrid.
Aficionado a la poesía, tuvo amistad con el poeta Carlos Fernández Shaw.
Procedía de una familia de origen hidalgo. El linaje Díez de Quijano está documentado en el siglo XVI en la localidad de Amayuelas, en el centro de la provincia de Palencia.